# Ampalis
Ampalis, monotipski biljni rod iz porodice dudovki. Jedina vrsta je A. mauritiana iz Komora i Madagaskara.

## Sinonimi
- Ampalis madagascariensis Bojer
- Morus ampalis Poir.
- Morus mauritiana Jacq.
- Morus nitida Willemet
- Morus rigida Hassk.
- Streblus mauritianus (Jacq.) Blume